# Sadistic Intent
A Sadistic Intent egy death/black metal együttes.

## Története
A zenekar a Devastation nevű együttes romjain alakult meg 1987-ben, Los Angelesben. Első demójukat 1988-ben adták ki, amelyet 1989-ben követett a második. Ezután leszerződtek az extrém metal zenekarokra szakosodott Wild Rags kiadóhoz. Az együttes több albumot is kiadott pályafutása alatt, stúdióalbumot viszont egyet sem. Bay és Rick Cortez saját lemezkiadó céget is üzemeltetnek, Dark Realm Records néven.

## Tagok
- Bay Cortez - basszusgitár (1987-), ének (1993-)
- Rick Cortez - gitár (1987-)
- Ernesto Bueno - gitár (2007-)
- Arthur Mendiola - dob (2011-)

## Korábbi tagok
- Joel Marquez - dob (1987-1995)
- Carlos Gonzalez - gitár (1987-1994)
- Enrique Chavez - ének (1987-1991)
- Vince Cervera - gitár (1990-2002)
- Emilio Marquez - dob (1995-2010)
- Nicholas Barker - dob (2011)

## Diszkográfia
- Reh 7/88 (demó, 1988)
- Conflict Within (demó, 1989)
- Impending Doom... (EP, 1990)
- A Calm Before the Storm... (kislemez, 1991)
- Live at the Deathcave (demó, 1993)
- Resurrection (EP, 1994)
- Ancient Black Earth (EP, 1997)
- Eternal Darkness / Phallus Cult (split lemez, 1998)
- Resurrection of the Ancient Black Earth (válogatáslemez, 2000)
- Morbid Faith (kislemez, 2002)
- Ancient Black Earth (válogatáslemez, 2007)
- Reawakening Horrid Thoughts (EP, 2014)
- Invocations of the Death-Ridden (split lemez, 2016)